# Бєлоярцев Михайло Володимирович
Бєлоярцев Михайло Володимирович (*31.12.1882, м. Люботин, Харківська губ. — †28.07.1959, с. Лісна Буча, Київська обл.) — заслужений лікар України.

## Життєпис
Походження дворянське. Закінчив гімназію в м. Суми (1905), медичний факультет Харківського університету (1910). Лікарську практику розпочав у м. Олександрія. Працював на ліквідації епідемії холери.
Від 1913 — завідувач лікарською дільницею у містечку Братолюбівка. В 1935 році з нагоди 25-ти річчя лікарської діяльності відзначалося, що за роки роботи зроблено 325 операцій і оглянуто понад 100 тис. хворих. Нагороджений знаком «Відмінник охорони здоров'я» (1940).
За доблесну працю під час війни нагороджений медаллю. У вересні 1944 повернувся до Братолюбівкуи. Поновив знищену лікарню, створив амбулаторію у власному будинку.
Багаторічна лікарська практика М.Бєлоярцева відзначена званням «Заслужений лікар УРСР» (02/03/1949). Згодом з нагоди 50-ти річчя присвоєння М.Бєлоярцеву цього звання Долинська райдержадміністрація і районна рада заснували почесну грамоту ім. Бєлоярцева.
В с. Братолюбівка його іменем названа вулиця.